# Зябкина, Виктория Викторовна
Виктория Викторовна Зябкина (род. 4 сентября 1992 года) - казахстанская легкоатлетка, специализирующаяся на беге на 200 метров.

## Биография
На Олимпиаде - 2012 в Лондоне на дистанции 200 метров была 7-й в предварительном забеге и не прошла в полуфиналы.
На чемпионате мира 2011 года в предварительном раунде пробежала 200 метров за 24,09 и не прошла в следующий раунд.
Участница чемпионата мира 2013 года  в Москве.
Обладатель рекорда Казахстана на 200-метровке - 22,77.
С результатом 24.47 с на 200-метровке прекратила выступления в предварительном этапе чемпионата мира 2013 года в Москве.
На чемпионате мира 2015 года выступала на дистанциях 100 и 200 метров, но не вышла в финал.
Многократный чемпион Азии, трёхкратный победитель Универсиад.
В 2017 году, на третьем заключительном этапе Гран-при Азии, Виктория Зябкина подтвердила статус сильнейшей спортсменки Азии в беге на 100 метров с результатом 11,34 секунды